# 정자 (생물학)
정자(精子, 영어: spermatozoon)는 동물 수컷의 생식세포이다. 암컷의 난자와 달리 스스로 운동하는 능력이 있다. 정액에 포함되어 암컷의 질을 통해 체내로 이동한 후 배란된 난자와 만나 수정한다. 정자와 난자 두 개의 생식세포가 결합한 세포를 접합체(zygote)라고 하며, 접합체는 세포분열을 통해 독립된 개체로 성장한다.
정자 세포는 핵 유전 정보의 대략 절반 정도를 이배체(대부분의 경우 미토콘드리아 DNA는 제외)에 기여한다. 포유동물의 경우, 성별은 정자 세포에 의해 분류된다: X 염색체를 가진 정자는 암컷(XX)으로, Y 염색체를 가진 정자는 수컷(XY)으로 분류된다. 1677년, 안톤 판 레이우엔훅이 서양인의 입장에서 '물질(物質)'로서의 정자를 처음으로 발견했다.

## 역사
- 1677년, 미생물학자 안톤 판 레이우엔훅이 정자를 발견한다.
- 1841년, 스위스의 해부학자 알버트 폰 쾰리커는 Untersuchungen über die Bedeutung der Samenfäden의 책에서 정자에 대해 기술했다.

## 정자 발생
정조세포(Spermatogonium)는 유사분열로 분열되며, 남성의 일생 동안 정자 공급을 유지할 수 있다. 세포분열로 만들어진 1개의 딸세포는 줄기세포로서 정페관벽에 있기 때문에 일생 동안 일정한 숫자를 유지한다.
1. 또 하나의 딸세포는 제 1차 정모세포(Primary Spermatocyte)가 되며, 1차 정모세포는 감수분열을 거치는 종안 체세포와는 유전적으로 구별되기 때문에 면역계로부터 보호되어야 한다. 1차 정모세포의 앞에서 지지세포와 지지세포 사이에 있는 치밀이음이 분해되고, 정모세포의 뒤에서 새로운 치밀이음이 생성된다. 정모세포는 마치 우주비행사가 우주선의 이중 기밀실을 나가는 것처럼 내강으로 이동하면서 뒤로 장벽을 폐쇄하면서 보호받는다.
2. 혈액매개 항체로부터 안전하게 격리된 1차 정모세포는 1차 감수분열 시기에 있게 된다. 이때 1차 정모세포는 똑같은 크기의 2개 반수체인 제 2차 정모세포(Secondary Spermatocyte)를 만든다.
3. 각각의 2차 정모세포는 2차 감수분열을 거쳐 2개의 정자세포(Spermatid)로 분열되며, 결국 1개의 정조세포로부터 총 4개의 정자세포가 생성된다.
4. 정자세포는 더 이상 분열하지 않지만, 각각의 정자세포가 성숙한 정자로 분화된다. 이러한 변화 과정을 정자생산(Spermiogenesis)이라고 하며, 이 과정에서 정자세포는 꼬리가 생기고 대부분의 세포질을 제거하며 가볍게 움직일 수 있으며, 스스로의 추진력을 갖게 된다. 하지만 정소 내에서는 아직 독립적으로 움직이지 못하며, 부고환으로 이동하여 성숙하는 과정에서 비로소 완전한 운동성을 갖게 된다.[2]

## 정자의 활동

성게 세포로의 첨단체 반응

## 같이 보기
- 생식자
- 정액
- 이수성 (생물학)
- 정자 기증
- 정자은행
- 무정자증
- 난자